# Bazar Egiziano

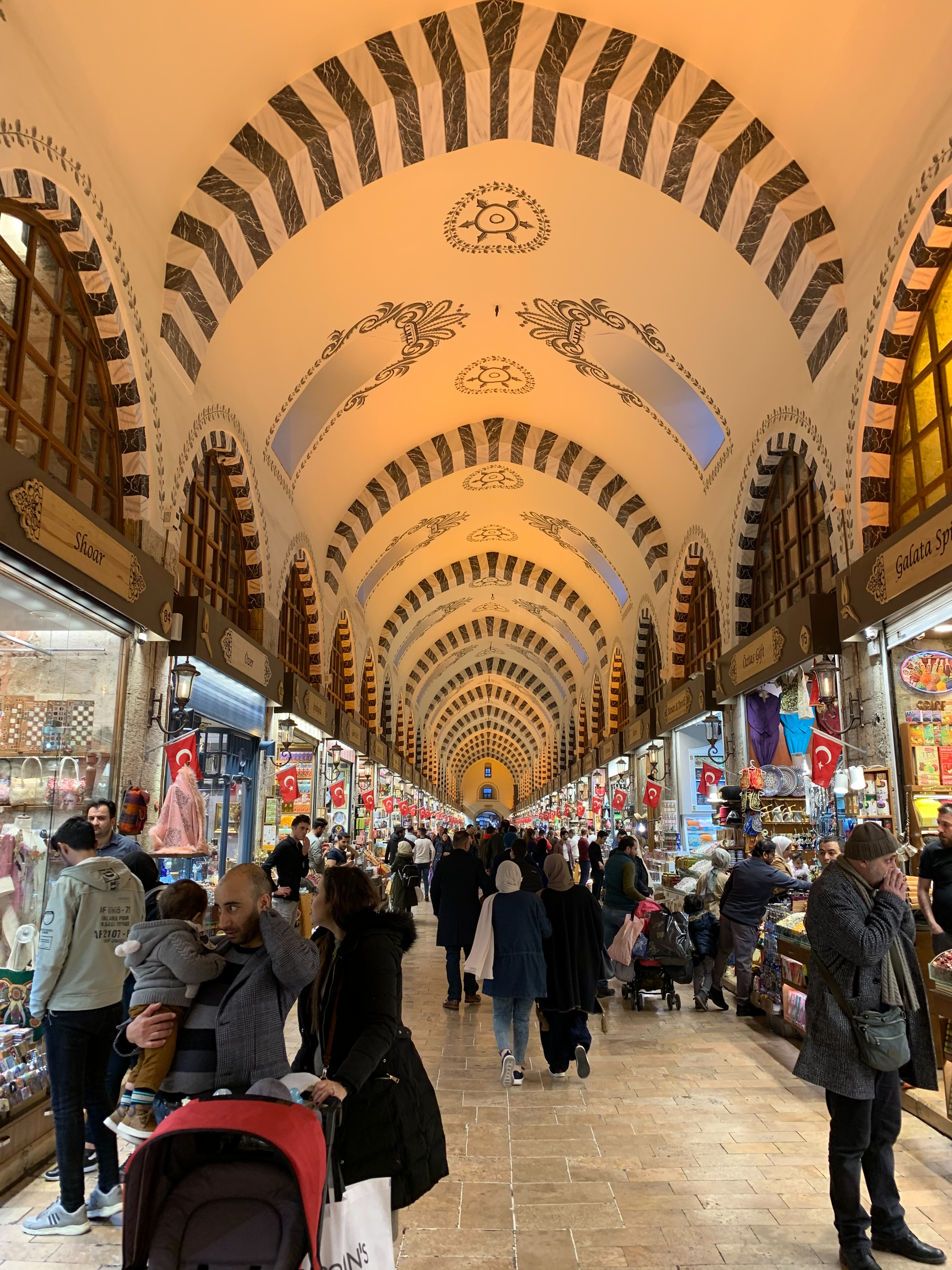
Interno del Bazar Egiziano

Il Bazar Egiziano, (in turco: Mısır Çarşısı) a Istanbul, Turchia è uno dei più grandi bazar della città. Situato nel distretto di Fatih, nel quartiere di Eminönü, è il secondo più grande complesso commerciale coperto all'interno della penisola storica di Istanbul dopo il Gran Bazar, ed è dedicato in parte alla vendita delle spezie.

## Storia
Ci sono diversi documenti che suggeriscono che il nome del bazar originario fosse "Bazar Nuovo". Il Bazar ha preso il nome corrente ("Bazar Egiziano", in Turco "Mısır Çarşısı") a causa del fatto che venne costruito con i proventi delle tasse dell'Egitto, a quel tempo provincia ottomana. Questo bazar è il centro della vendita delle spezie nella città di Istanbul. Tuttavia negli ultimi anni sempre più negozi del Bazar hanno cambiato destinazione d'uso, vendendo abiti o gioielli.
L'edificio fa parte della fondazione (Waqf) della Moschea Nuova: gli affitti dei negozi erano destinati al pagamento della gestione della moschea. La struttura fu progettata dal capo architetto di corte, Koca Kasım Ağa, ma completata dall'architetto Mustafa nel 1660.

## Galleria d'immagini

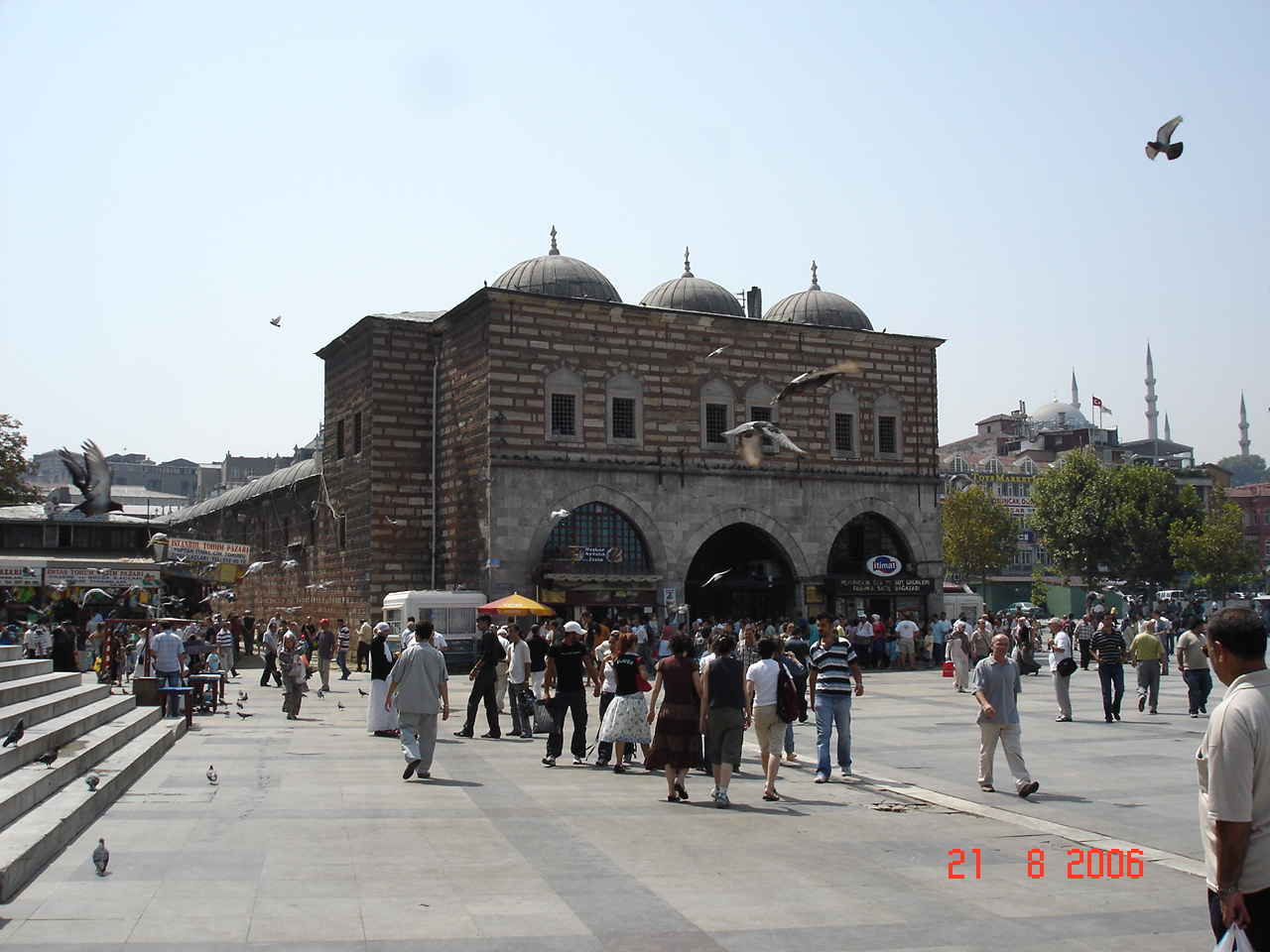
Esterno del Bazar delle spezie
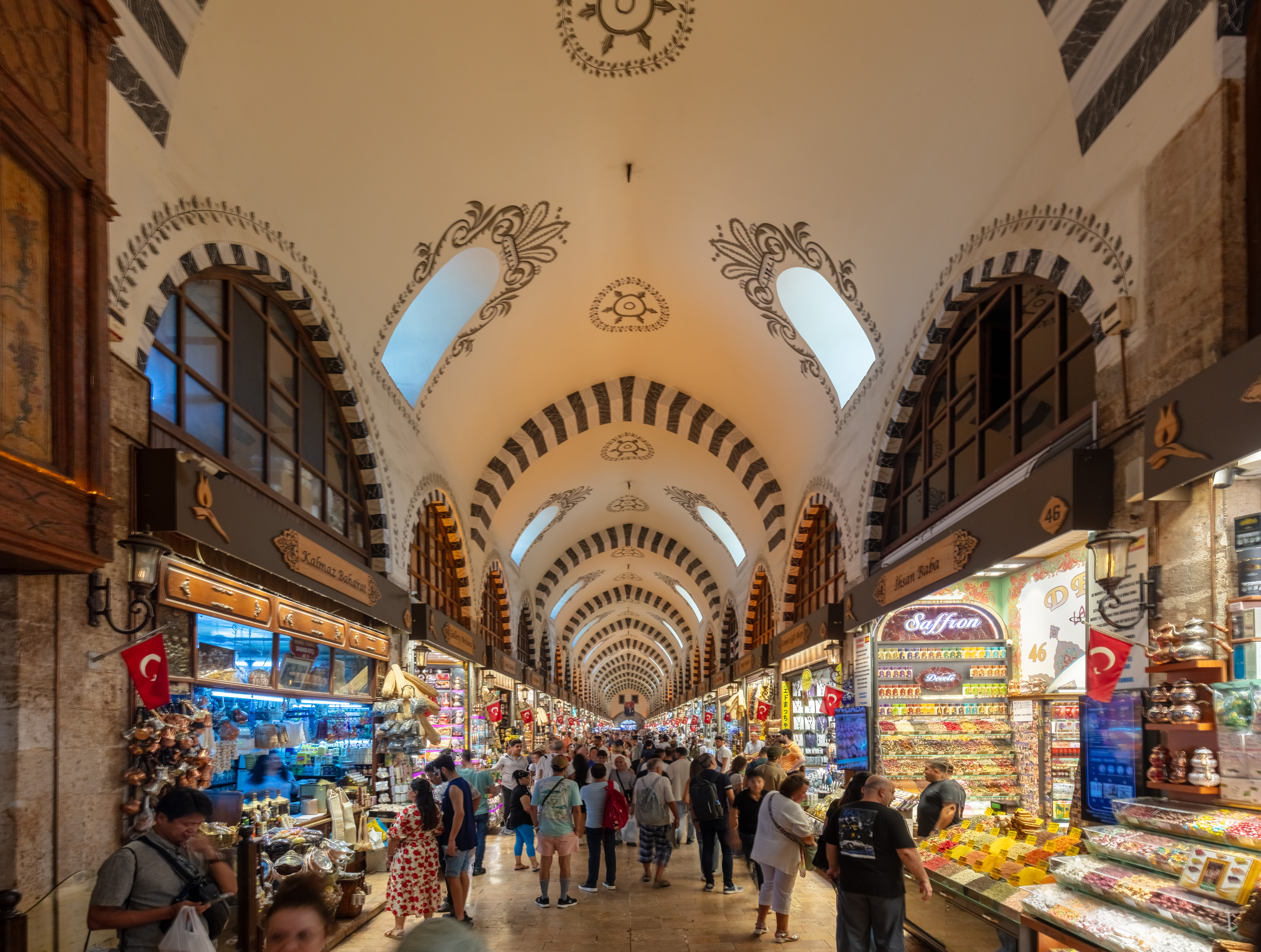
Interno del bazar
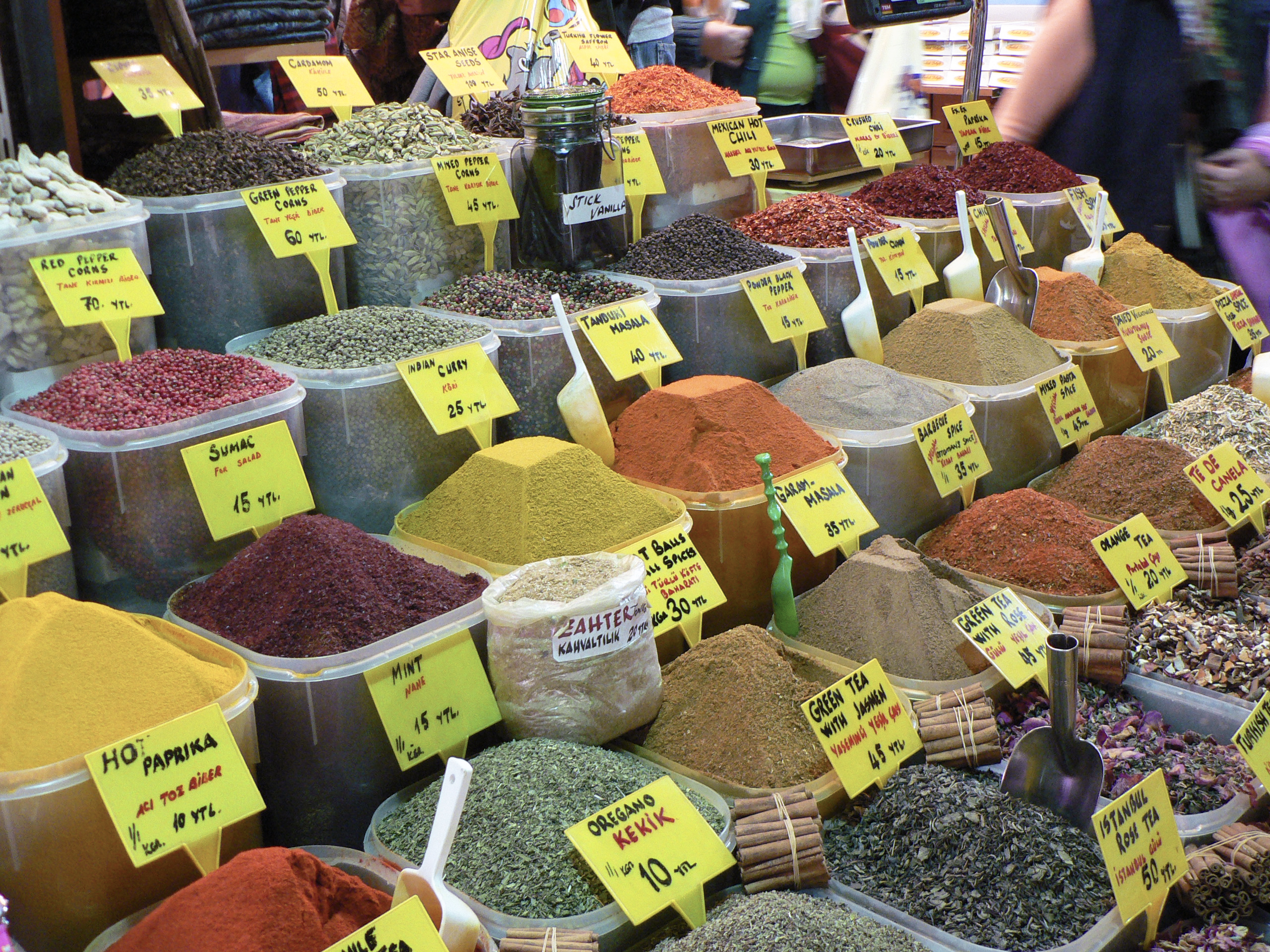
Spezie in vendita
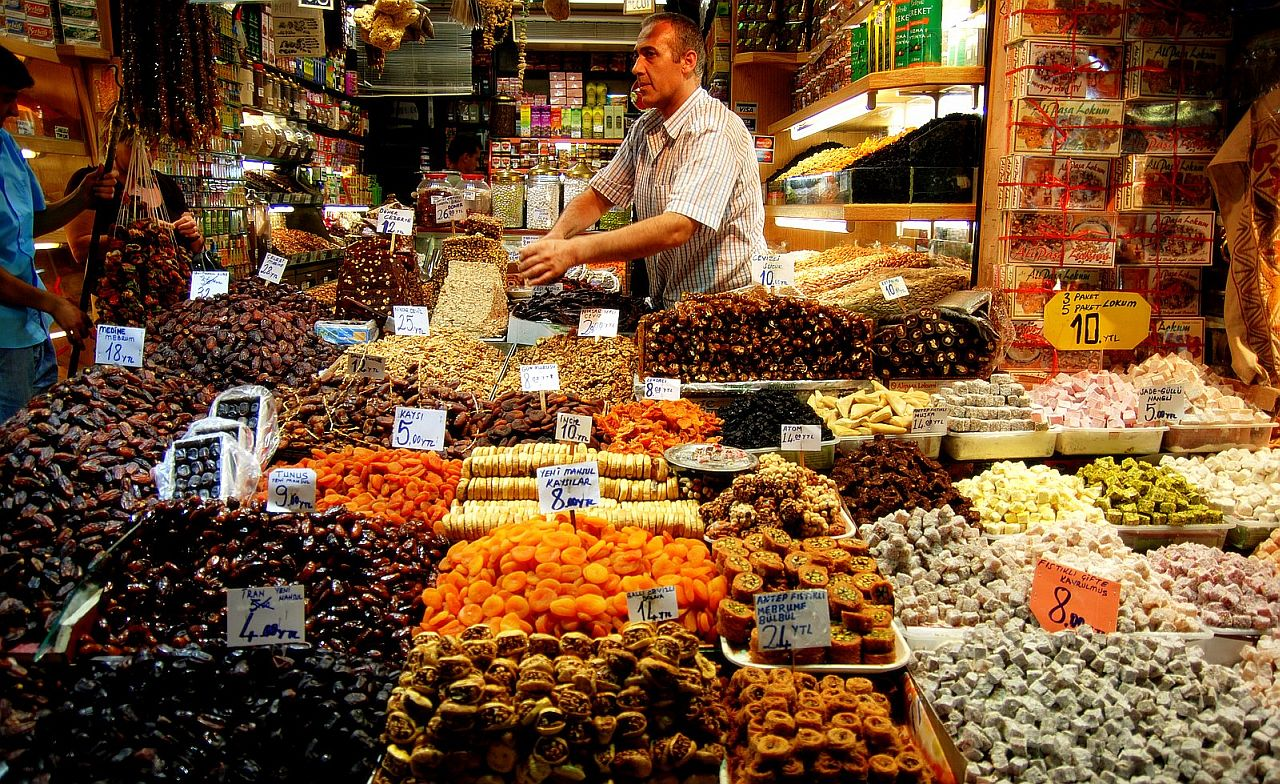
Frutta secca nel bazar